# Viktor Gyökeres
Viktor Einar Gyökeres (født 4. juni 1998) er en svensk professionel fodboldspiller, som spiller som angriber for Premier League-klubben Arsenal F.C. og Sveriges landshold.

## Klubkarriere

### IF Brommapojkarna
Gyökeres begyndte sin karriere hos IF Brommapojkarna, hvor han fik sin professionelle debut i 2015. Han var i 2016-17 sæsonen med til, at Brommapojkarna rykkede op i Allsvenskan, og han scorede et hattrick i sin sidste kamp for klubben.

### Brighton & Hove Albion
Brighton & Hove Albion var i september 2017 blevet enige med Brommapojkarna om en aftale for Gyökeres, og han skiftede officielt til den engelske klub i januar 2018.
Gyökeres havde i sin tid hos klubben lejeaftaler til FC St. Pauli og Swansea City.

### Coventry City
Gyökeres blev i januar 2021 igen udlejet, denne gang til Coventry City. Han imponerede i sin halve sæson med klubben, og i juli 2021 blev skiftet gjort permanent. Han blev i 2022-23 sæsonen inkluderet på Årets Hold i EFL Championship.

### Sporting CP
Gyökeres skiftede i juli 2023 til Sporting CP i en aftale, som gjorde ham til klubbens dyreste køb nogensinde. Han havde en fantastisk debutsæson, da han med 29 mål blev topscorer i ligaen, da Sporting vandt mesterskabet. Han blev som resultat kåret som årets spiller i Premira Liga.
Han forbedrede denne statistisk i sin anden sæson, da han igen blev topscorer men denne gang med 39 sæsonmål.

### Arsenal
Gyökeres skiftede i juli 2025 til Arsenal.

## Landsholdskarriere

### Ungdomslandshold
Gyökeres har repræsenteret Sverige på flere ungdomsniveauer.

### Seniorlandshold
Gyökeres debuterede for Sveriges landshold den 8. januar 2019.

## Titler
IF Brommapojkarna
- Superettan: 1 (2017)

Sporting CP
- Primeira Liga: 2 (2023-24, 2024-25)
- Taça de Portugal: 1 (2024-25)

Individuelle
- EFL Championship Sæsonens hold: 1 (2022-23)
- PFA Championship Årets hold: 1 (2022-23)
- U/19 Europamesterskabet Topscorer: 1 (2017)

- Primeira Liga Topscorer: 2 (2023-24, 2024-25)
- Primeira Liga Årets spiller: 1 (2023-24)
- Primeira Liga Årets hold: 2 (2023-24, 2024-25)

- Guldbollen: 1 (2024)